# Podosphaera dipsacacearum
Podosphaera dipsacacearum är en svampart som först beskrevs av Tul. & C. Tul., och fick sitt nu gällande namn av U. Braun & S. Takam. 2000. Podosphaera dipsacacearum ingår i släktet Podosphaera och familjen Erysiphaceae.   Inga underarter finns listade i Catalogue of Life.